# Mecklenburgisches Urkundenbuch

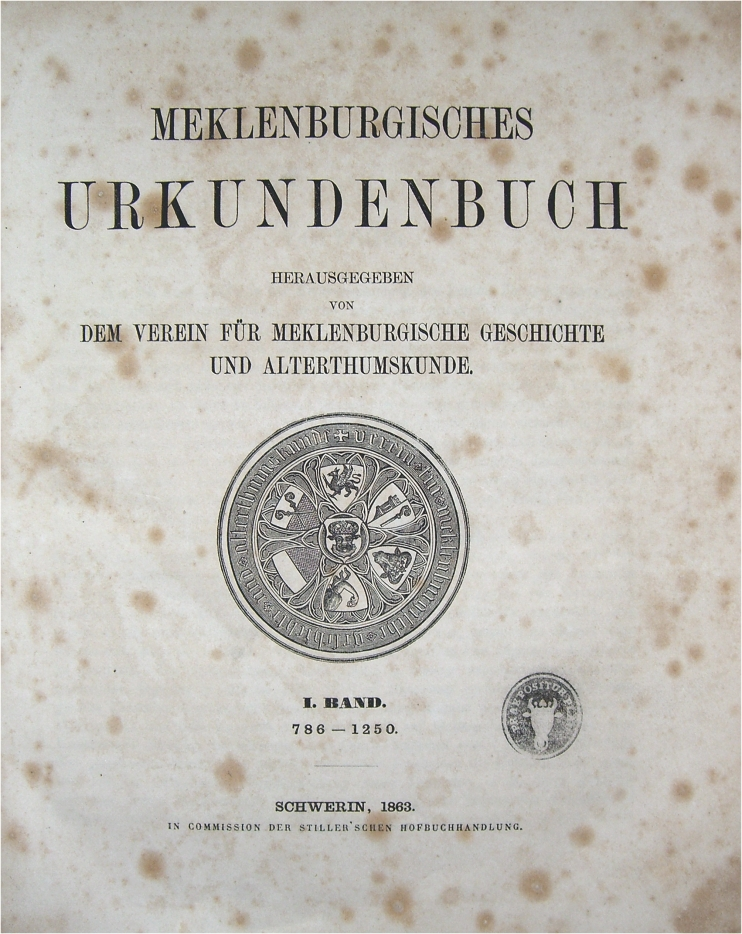
Titelseite von Band I (1863)

Das Mecklenburgische Urkundenbuch (kurz: MUB, seltener: M.U.B.) ist ein Standardwerk zur mittelalterlichen Geschichte Mecklenburgs. Es vereint die Texte aller überlieferten diplomatischen Quellen zur Geschichte dieses Territoriums vom Zeitpunkt der ersten schriftlichen Überlieferungen bis zum Ende des 14. Jahrhunderts.

## Entstehung
Am 24. April 1860, in der Festversammlung zum 25-jährigen Bestehen des Vereins für meklenburgische Geschichte und Alterthumskunde entstand der Vorschlag, ein mecklenburgisches Urkundenbuch herauszugeben. Dies wurde sogleich zum Beschluss erhoben. Es war der Wunsch, ein Sammelwerk aller bekannten Geschichtsquellen zu erstellen. Erste Bemühungen hierzu gab es vorher bereits unter anderem durch den Pastor David Franck. Jedoch war erst mit der Gründung des Vereins 1835 durch seine enge personelle Vernetzung mit dem zentralen Landesarchiv von Mecklenburg-Schwerin sowie durch seine breite Akzeptanz bei wichtigen Repräsentanten und Entscheidungsträgern in Staat und Gesellschaft beider mecklenburgischer Landesteile eine hinreichende technische und wissenschaftliche Basis geschaffen, ein solches editorisches Großprojekt in Angriff nehmen und zu einem erfolgreichen Abschluss bringen zu können.
Dazu öffnete Großherzog Friedrich Franz I. sein Hausarchiv erstmals der Geschichtsforschung. Der von ihm zum Archivrat berufene Georg Christian Friedrich Lisch erwies sich in dieser Position als Glücksfall. Die Sammlung und das Zusammentragen aller erreichbaren Urkunden und Quellen zur mecklenburgischen Geschichte war von vornherein als eine Arbeit von Jahren, wenn nicht Jahrzehnten gedacht. Einzelne Beiträge erschienen bereits in den „Jahrbüchern“ des Vereins. Das bis dahin zusammengetragene Material erlaubte es, 1860 einen Beschluss zu erlassen, den Druck des MUB in Angriff zu nehmen. Herausgeber war der Verein für mecklenburgische Geschichte und Altertumskunde Schwerin, der für das MUB eine gesonderte wissenschaftliche Kommission bildete. Vom Anfang bis zu seinem Tod stand diese zunächst unter Leitung und Verantwortung von Georg Christian Friedrich Lisch, in der Folge bis 1889 unter der seines Nachfolgers Friedrich Wigger, der von Anfang an als Redakteur mitgearbeitet hatte. Danach folgten Hermann Grotefend (bis 1903) und Friedrich Stuhr.
Der erste Band erschien 1863 „in Commission der Stiller’schen Hofbuchhandlung“ Schwerin. Bis 1913 erschienen insgesamt 24 Bände mit dem chronologischen Abdruck von 13.739 historischen Urkunden und Texten aus der Zeit vom Jahr 786 (Karl, König der Franken, stiftet das Bistum Verden) bis zum Jahr 1400. Als Nachträge erschienen noch die Bände XXV A (1936) und XXV B (1977). Beigegeben sind in loser Folge Holzschnitte von überlieferten Siegeln. Bei einem Preis von anfangs fünf Reichstalern je Band war das MUB zunächst nur Gelehrten zugänglich. Dies änderte sich ab 1873, als der Verein 200 Exemplare jedes Bandes unentgeltlich an Ämter, Magistrate, Gerichte und Präposituren zur allgemeinen Nutzung abgab.
Zu einer in Angriff genommenen Fortsetzung des mecklenburgischen Urkundenbuchs für den Folgezeitraum ab 1400 ist es bis heute nicht gekommen. Im Landeshauptarchiv Schwerin existieren dazu Regesten.

## Bedeutung
Das MUB gilt heute als eine der bedeutendsten Quelleneditionen zur mittelalterlichen Geschichte eines Territoriums im deutschen Sprachraum und war seit dem Erscheinen vielfach Maßstab und Vorbild für vergleichbare Editionsprojekte. Es ist bis heute eines der wichtigsten Grundlagenwerke der mecklenburgischen Geschichtsforschung für den Betrachtungszeitraum.

## Inhaltsverzeichnis
„Erste Abtheilung“

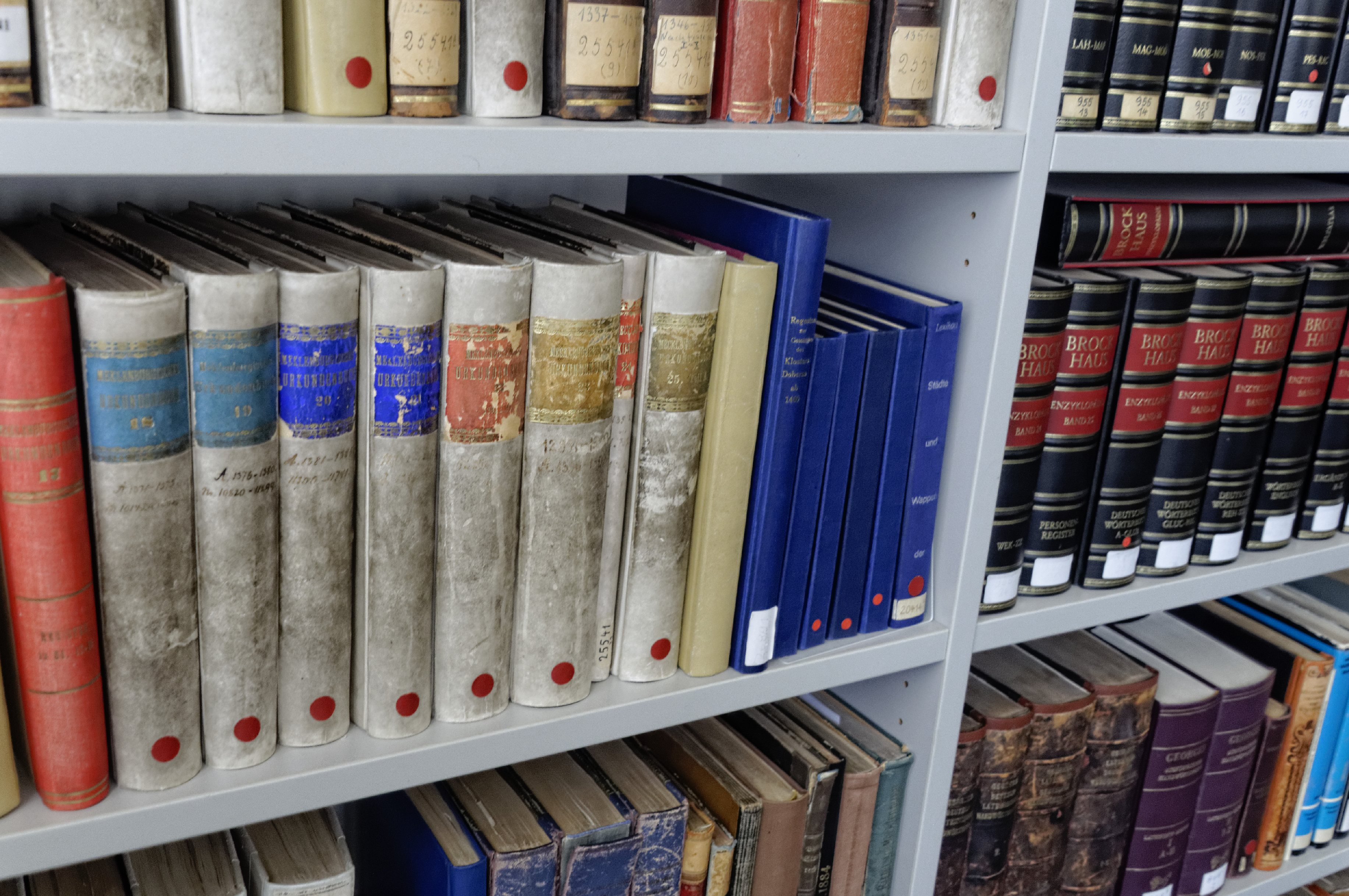
Bände des MUB im Landeshauptarchiv Schwerin (2017)

- Band I (1863): Nr. 1–666 (786–1250) Digitalisat in der Google Buchsuche Digitalisat BSB
- Band II (1864): Nr. 667–1557 (1251–1280) Digitalisat in der Google Buchsuche Digitalisat BSB
- Band III (1865): Nr. 1558–2425 (1281–1296) Digitalisat in der Google Buchsuche Digitalisat BSB
- Band IV (1867): Nr. 2426–2723 (1297–1300), Nachträge und Register zu I–IV, Siegel (Tafel 1–34) Digitalisat in der Google Buchsuche Digitalisat BSB

„Zweite Abtheilung“
- Band V (1869): Nr. 2724–3581 (1301–1312) Digitalisat in der Google Buchsuche Digitalisat BSB
- Band VI (1870): Nr. 3582–4318 (1313–1321) Digitalisat in der Google Buchsuche Digitalisat BSB
- Band VII (1872): Nr. 4319–5008 (1322–1328) Digitalisat in der Google Buchsuche Digitalisat BSB
- Band VIII (1873): Nr. 5009–5727 (1329–1336) Digitalisat in der Google Buchsuche Digitalisat BSB
- Band IX (1875): Nr. 5728–6602 (1337–1345) Digitalisat in der Google Buchsuche Digitalisat BSB
- Band X (1877): Nr. 6603–7399 (1346–1350), Nachträge zu I–X, Siegel (Tafel 35–70) Digitalisat in der Google Buchsuche Digitalisat BSB
- Band XI (1878): Orts- und Personenregister zu V-X Digitalisat in der Google Buchsuche Digitalisat BSB
- Band XII (1882): Wort- und Sachregister zu V-X Digitalisat in der Google Buchsuche (nutzungsbeschränkt) Digitalisat BSB

„Dritte Abtheilung“
- Band XIII (1884): Nr. 7400–8174 (1351–1355) Digitalisat in der Google Buchsuche (nutzungsbeschränkt) Digitalisat BSB
- Band XIV (1886): Nr. 8175–8817 (1356–1360) Digitalisat in der Google Buchsuche (nutzungsbeschränkt) Digitalisat BSB
- Band XV (1890): Nr. 8818–9430 (1360–1365) Digitalisat in der Google Buchsuche (nutzungsbeschränkt) Digitalisat BSB
- Band XVI (1893): Nr. 9431–10141 (1366–1370) Digitalisat in der Google Buchsuche (nutzungsbeschränkt) Digitalisat BSB
- Band XVII (1897): Register zu XIII–XVI Digitalisat in der Google Buchsuche (nutzungsbeschränkt) Digitalisat BSB
- Band XVIII (1897): Nr. 10142–10819 (1371–1375), Register Digitalisat in der Google Buchsuche (nutzungsbeschränkt) Digitalisat BSB
- Band XIX (1899): Nr. 10820–11299 (1376–1380), Register Digitalisat in der Google Buchsuche (nutzungsbeschränkt) Digitalisat BSB
- Band XX (1900): Nr. 11300–11741 (1381–1385), Register Digitalisat in der Google Buchsuche (nutzungsbeschränkt) Digitalisat BSB
- Band XXI (1903): Nr. 11742–12251 (1386–1390), Register Digitalisat in der Google Buchsuche (nutzungsbeschränkt), Digitale Bibliothek MV
- Band XXII (1907): Nr. 12252–12880 (1391–1395), Register Digitalisat in der Google Buchsuche (nutzungsbeschränkt)
- Band XXIII (1911): Nr. 12881–13561 (1396–1399), Register Digitale Bibliothek MV
- Band XXIV (1913): Nr. 13562–13739 (1400), Register, Siegel (Tafel 71–114)

Nachträge
- Band XXV A (1936): Nachträge 1166–1400 Digitalisat RosDok
- Band XXV B (1977): Nachträge 1235–1400

## Urkunden des MUB in der Wikipedia

### Einzeldokumente
Als Belegnachweis reicht für das Mecklenburgische Urkunden schon allein die Angabe der über alle Bände fortlaufenden Urkundennummer. Optional kann dazu ergänzend der Band genannt werden, in welchem die betreffende Urkunde enthalten ist.
- 1188, 19. September: Barbarossa-Privileg (MUB I, 143), Einräumung von Sonderrechten für die Stadt Lübeck im Klützer Winkel
- 1194 Isfriedscher Teilungsvertrag (MUB I, 145) Teilung der Stiftsländereien zwischen Bischof und Domkapitel nebst synoptischer Ortsliste
- 1226, Juni: Lübecker Reichsfreiheitsbrief (MUB I, 322), Bestätigung des Barbarossa-Privilegs und der Grenzen an Priwall und Trave
- 1230–1234: Ratzeburger Zehntregister (MUB I, 375), synoptische Ortsliste des nach Kirchspielen geordneten Zehntregisters mit den heutigen Ortsbezeichnungen
- 1283, 13. Juni: Rostocker Landfrieden (MUB III, 1682), auf zehn Jahre befristeter Landfrieden

### Ansichten der wiedergegebenen Urkunden

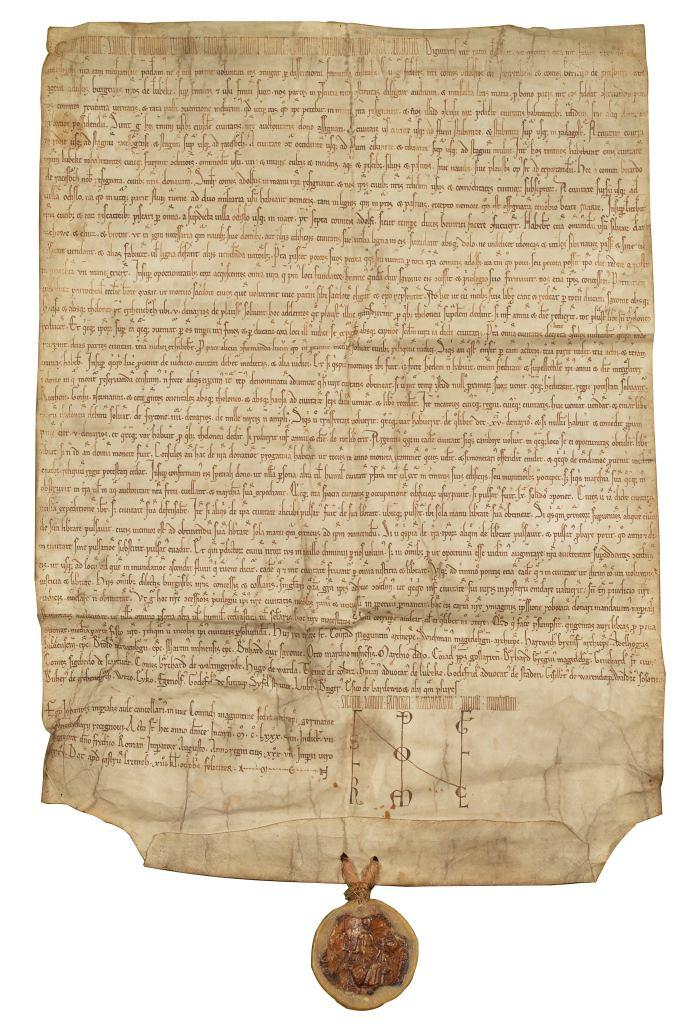
Verfälschte Abschrift des Barbarossa-Privilegs im Archiv der Hansestadt Lübeck
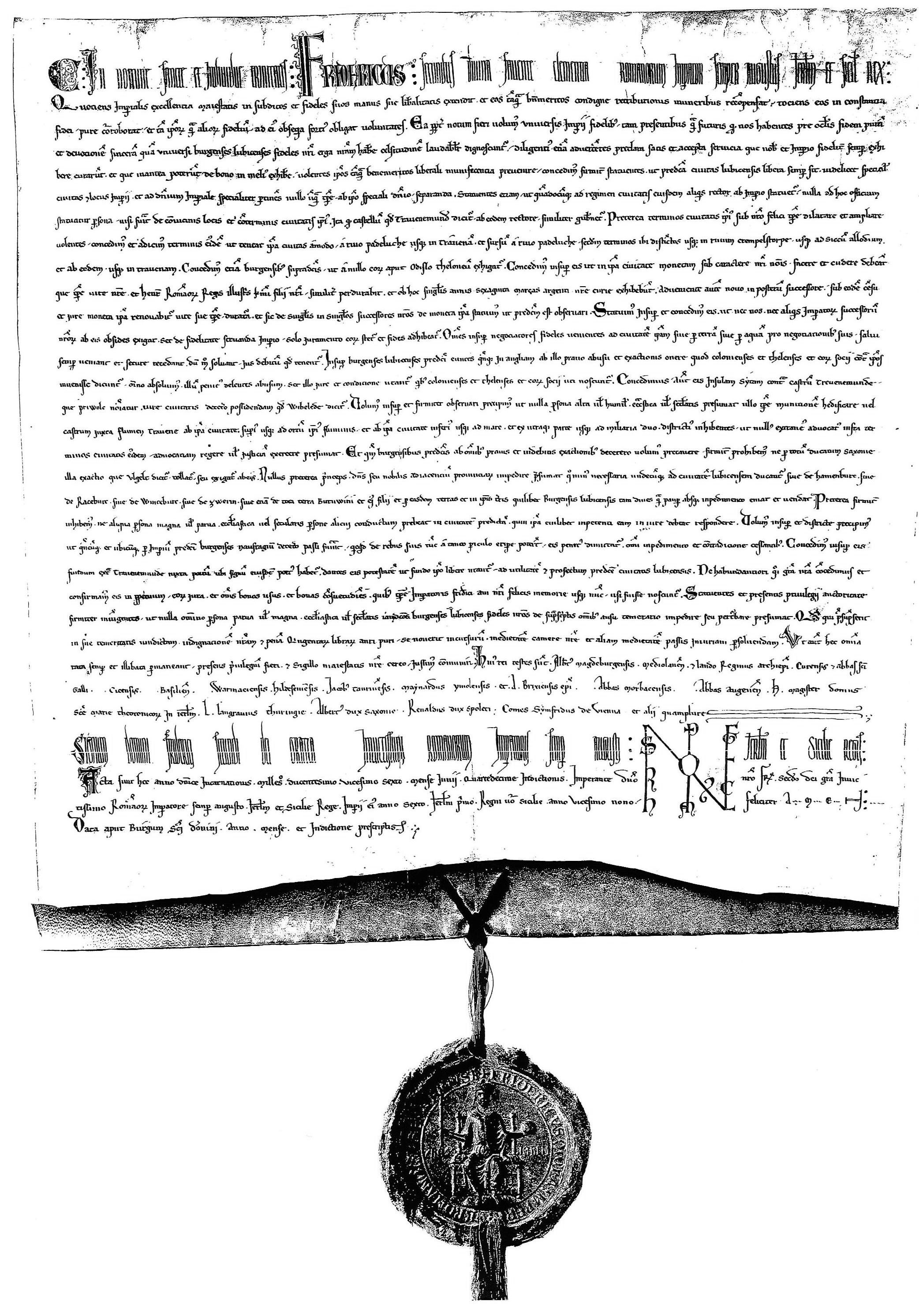
Reichsfreiheitsbrief der Stadt Lübeck aus dem Jahr 1226
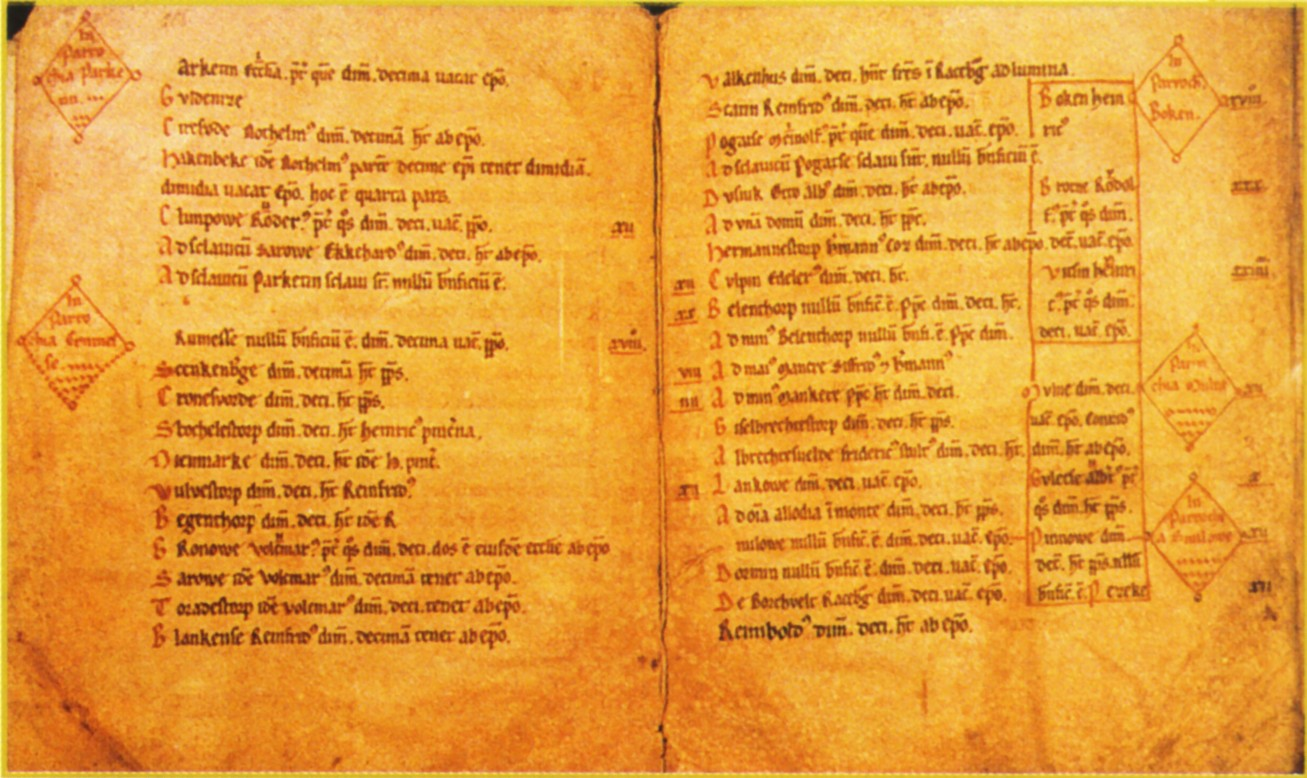
Seite des Ratzeburger Zehntregisters